# Расти
Расти, или раста прическа, е традиционна прическа на последователите на движението растафари в Ямайка.
Макар че растите се свързват предимно с това движение, те са използвани много преди това, например от поклонниците на Шива в хиндуизма, суфистите в Пакистан и масаистите в Африка.
Растите представляват кичури коса, които са сплъстени и усукани. Най-лесният начин да се направят е като спре да се реши косата след като стане дълга. По естествен начин къдравите коси автоматично получават този вид. По вярванията на последователите на растафари това е древна прическа, напомняща грива на лъв, която трябва да придаде сила и мъжество на носителя си.
Растите могат да са израз на религиозни убеждения, национална гордост, политически символ или просто да са на мода. Понякога те се свързват с музикалните изпълнители на old school rap, реге, gangster rap.